# ウズベキスタンの企業一覧
ウズベキスタンの企業の一覧。

## 航空
- アヴィアリーシング (運輸)
- ウズベキスタン航空 (旅客)
- タシュケント航空生産協会（英語版）

## 金融
- ウズベキスタン共和国中央銀行 (銀行)

## エネルギー
- ナヴォイ鉱山精錬コンビナート (ウラン、金の採掘)
- ウズベクネフテガス (石油、ガス)
- ウズベクエネルゴ (電力)

## 製造業
- GMウズベキスタン (自動車、GMとの合弁会社)
- MANアウト・ウズベキスタン（英語版） (自動車、ドイツとウズベキスタンの合弁会社)
- ウズデウオート（英語版） (自動車、現在は廃業)

## 交通
- サムアフト (バス、サマルカンドを拠点とするトルコとウズベキスタンの合弁会社)

## 映画
- ウズベクフィルム